# 陈独秀旧居陈列馆
陈独秀旧居陈列馆（简称陈独秀旧居或陈独秀馆）位于重庆市江津区几江街道五举村鹤山坪，距离江津城区15公里，该地是中共早期领导人陈独秀最后的寓居地和逝世地，也是保存最完好的陈独秀生前居住地。陈列馆占地面积20951平方米，核心展厅面积3300平方米，是重庆市文物保护单位和国家AAAA级旅游景区。该馆年均开放320天以上，年接待游客近60万人次。

## 简介
该处原是清光绪年间特科贡士杨鲁丞的家宅，大院因四周以条石砌成丈余高的围墙，故又被当地人称为“石墙院”，其复四合院的建筑风格具有清代川东民居特色。
陈独秀旧居坐南朝北，由南北一进，东、中、西三院组成，对称布置，总体为土、石、木结构，总占地7亩，面积3300平方米。主院建筑面积608平方米，东院234平方米，西院411平方米。当年，陈独秀和夫人潘兰珍居住的三间东厢房由南至北，为卧室、客堂、书房。
该馆馆藏有42件文物、109张历史照片、184份文物史料、186件（组）陈列展品。展陈内容共分为七个部分：寻求救国之路、新文化运动旗手、五四运动总司令，中国共产党的创始人、被捕入狱、流寓江津、世人评说。还展出了五四运动复原场景、陈独秀夫妇卧室等。

## 历史
1938年7月，陈独秀到达重庆。同年8月3日，在好友邓仲纯（邓稼先的二叔）的邀请下，陈独秀来到江津。1939年5月，陈独秀应杨家后人邀请来到石墙院，帮助整理杨鲁丞遗著，直到1942年病逝。陈独秀去世之后，邓氏叔侄捐赠墓地和楠木棺材，将陈独秀安葬在江津别墅外。1947年，陈独秀三子陈松年将陈独秀灵柩迁回安庆。1980年代，原江津县政府在原址上修建了一座衣冠冢。1990年代，由于艾坪山山体滑坡，墓址被掩埋。
2004年，陈独秀旧居陈列馆开始筹办。2012年12月27日，经过第三次改陈修缮，陈独秀旧居陈列馆正式免费面向公众开放。2021年7月25日，原安徽省政协委员、陈独秀孙女陈长玙参观陈独秀旧居。
陈独秀旧居于2000年被评为重庆市级首批重点文物保护单位。2016年被评为国家AAAA级旅游景区。此后还获得全国社会科学普及基地等称号。